# Черевины
Чере́вины — древний русский дворянский род.
При подаче документов (09 февраля 1688) для внесения рода в Бархатную книгу, была предоставлена родословная роспись Черевиных и царская жалованная грамота Василия III: Фёдору и Неклюду Моклоковым детям Черевина на поместье их отца деревню Бакланово с починками в Волежной волости и деревни Табалово в Ровдине стане Галичского уезда (1515).
Род записан в VI часть родословной книги: Костромской, Ярославской и Московской губерний.                        Есть ещё несколько родов Черевиных более позднего происхождения.

## Происхождение и история рода
Происхождение неизвестно. Род ведёт своё начало от жившего в конце XV столетия Моклока Черевина. Его сыновья Фёдор и Неклюд Моклоковы Черевины, служили великому князю Василию Ивановичу и пожалованы поместьями в Галичском уезде (1515).
В Костромской губернии есть ещё дворяне Черевины, совершенно иного происхождения. Родоначальник их, Иван Алексеевич Черевин, пожалован орденом Святого Владимира 4-й степени (1860).
В Солигаличском уезде во владении рода было имение Нероново, в котором художником Г. С. Островским было написано 17 портретов Черевиных, их родственников и соседей.

## Описание герба
Щит разделён перпендикулярно на две части, из них в правой в голубом поле изображены крестообразно три серебряные Стрелы без перьев, обращённые остриями: крайние две вниз, а средняя вверх (изм. польский герб Елита), связанные посередине красными Черевами. В левой части в золотом поле виден до половины чёрный одноглавый Орёл с распростёртым крылом имеющий в лапе Скипетр.
Щит увенчан дворянскими шлемом и короной. Нашлемник: три страусовых пера. Намёт на щите с правой стороны голубой подложенный золотом, а с левой золотой подложенный красным цветом. Герб рода Черевиных внесён в Часть 3 Общего гербовника дворянских родов Всероссийской империи, стр. 33.

## Известные представители
- Черевин Третьяк Фёдорович — приказной, воевода в Галиче (1608).
- Черевин Иван Андриянович — стряпчий (1658), умер от ран полученных в сражении под Конотопом (28 июня 1659).
- Черевины: Исай Тимофеевич, Фёдор Андриянович, Фёдор Иванович, Воин Потапович — московские дворяне (1677-1692).
- Черевины: Григорий и Денис Фёдоровичи, Афанасий Иванович — стряпчие (1682-1693)[3][4].
- Иван Григорьевич Черевин (1702—1757) — контр-адмирал, адъютант императора Павла I и начальник 2-го полка ополчения Костромской губернии в (1812).
- Дмитрий Петрович Черевин (1772—1816) — генерал-лейтенант, товарищ министра внутренних дел.
- Пётр Александрович Черевин (1837—1896) — генерал-лейтенант, товарищ министра внутренних дел и шефа жандармов, последний глава Третьего отделения.
- Павел Дмитриевич Черевин (1802—1824) — член Союза Благоденствия и Северного общества. Его сестра была замужем за генералом от инфантерии Петром Дмитриевичем Горчаковым.